# Adesmus diana
Adesmus diana är en skalbaggsart som först beskrevs av Thomson 1860.  Adesmus diana ingår i släktet Adesmus och familjen långhorningar. Inga underarter finns listade i Catalogue of Life.